# Japonska potonika
Japonska potonika (znanstveno ime Paeonia japonica) je cvetoča rastlina. Izvira iz Japonske iz njenih severnih otokov. Raste v gorah in višje ležečih listopadnih gozdovih. Podobna je vrsti Paoenia obovata, a je manjša; ima značilne bele cvetove. 
- Vejica z listi (poganjek)
- Cvet
- Cvet
- Sad